# Championship Manager Online
Championship Manager Online, eller CM-Online är ett datorspel som är ett massivt multiplayer online managerspel, baserat på Championship Manager-serien på PC och Xbox. Till skillnad från till exempel Hattrick och Managerzone använder CM-Online sig av riktiga spelare och lag, och de riktiga europeiska ligorna och cuperna.
Spelet finns på både svenska och engelska.